# 角長

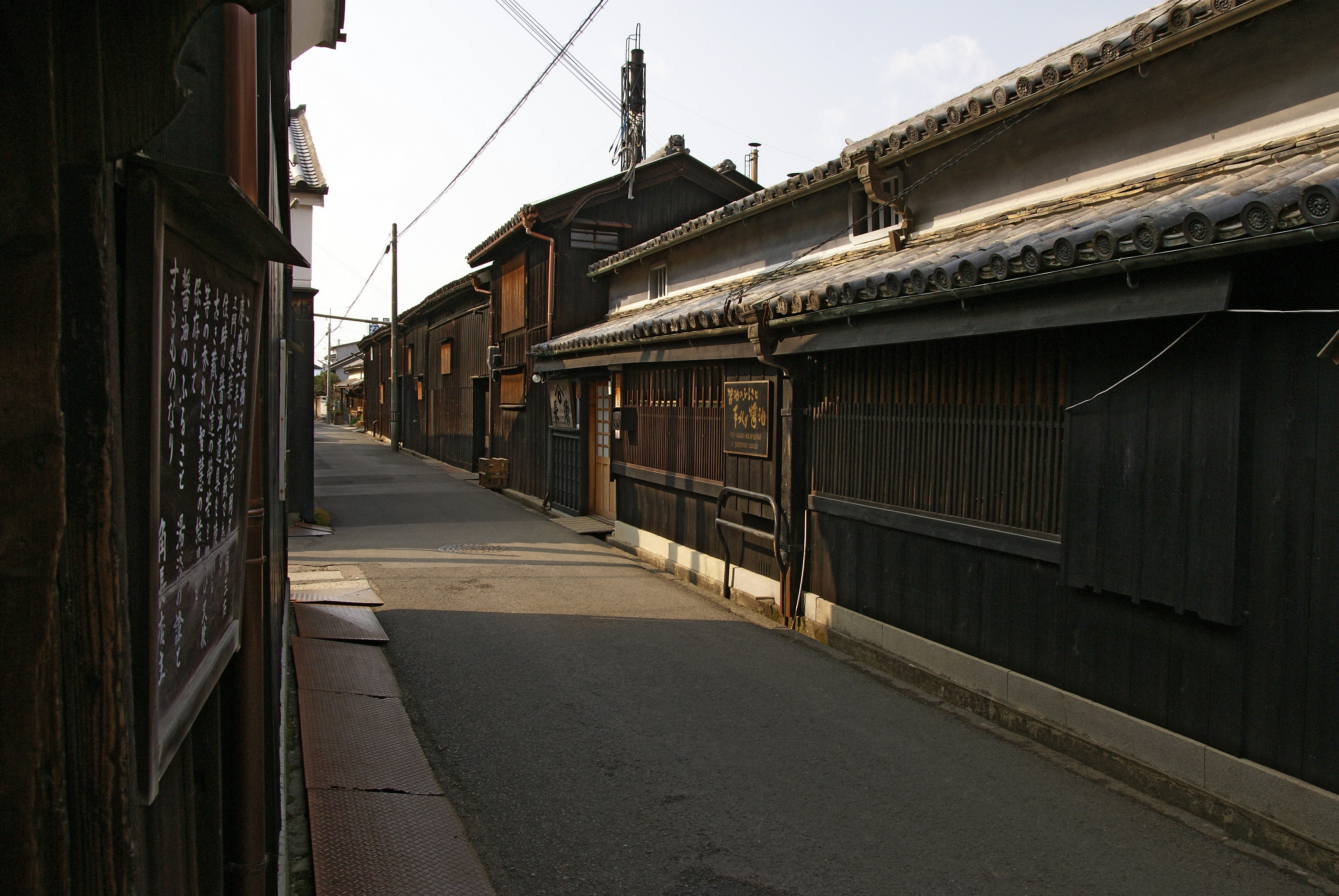
醤油蔵が並ぶ北町通り（角長前）

株式会社角長（かどちょう）は、和歌山県有田郡湯浅町湯浅にある、醤油を主力とする調味料のメーカー。

## 概要
- 創業 - 天保12年（1841年）
- 本社所在地 - 和歌山県有田郡湯浅町湯浅7
- 代表者
  - 代表取締役社長 加納誠

### 加納家
- 第5代 - 加納長兵衛 - 旭日単光章を受章（2004年）
- 第6代 - 加納誠
  - 加納恒儀

## 歴史
湯浅町は、諸説ある日本における醤油発祥地の一つで、その醸造文化が2017年度には文化庁から日本遺産に認定されている。鎌倉時代、同じ紀伊国（和歌山県）の興国寺の僧であった心地覚心（法燈国師）が、入宋時に学んだ径山寺味噌（金山寺味噌）の製法を湯浅の村民に教えている時に、仕込みを間違えて偶然出来上がったものが、今の「たまり醤油」に似た醤油の原型だとされている。
江戸時代、湯浅の醤油造りは紀州藩の庇護を受け発展し、92軒もの醤油屋があった。しかし、第二次世界大戦後の混乱などにより、1949年には23軒にまで減少。その後も大手との競争激化などによりさらに減ったが、今日でも角長や湯浅醤油など5軒が醤油造りを続けている。
湯浅の醤油会社は大手との差別化のため高付加価値商品や伝統的な製法を重視する傾向にある。その中でも角長は湯浅では現存最古の醤油蔵であり、江戸時代以来の「湯浅たまり」という製造法と手づくりを唯一続けている。この「湯浅たまり」は標準的な規格分類だと溜（たまり）醤油ではなく、濃口醤油に属するが、一般的な濃い口醤油と比較して大豆の割合が多い。
醸造は冬に始める「寒仕込み」を守り、吉野杉の木桶を使い、幕末期からの蔵の天井や壁にいる蔵つき酵母を生かしている。一方で、こうした古風な製法で造った醤油をフランスに輸出したり、洋食用のジュレをヒントにした醤（ひしお）などを開発したりしている。

### 沿革
- 1841年（天保12年） - 初代の角屋長兵衛が創業。
- 1983年（昭和58年） - 株式会社角長として法人化。
- 1984年（昭和59年） - 資料館「角長醤油記念館職人蔵」を開館（1995年に醤油資料館を増設）。
- 2006年（平成18年） - 角屋の醸造蔵を含む湯浅町の街並みが重要伝統的建造物群保存地区として選定。

## 施設（いずれも湯浅町内）
- 店舗 - 本店、国道店[6]

- 角長醤油職人蔵 - 慶応2年（1866年）築造の醤油仕込蔵
- 角長醤油資料館
  - 年中無休で無料だが、要予約。開館時間は午前9時 - 12時、午後1時 - 5時[7]。